# خوان نوگرا
خوان نوگرا (انگلیسی: Joan Noguera؛ زادهٔ ۵ دسامبر ۱۹۹۱) بازیکن فوتبال اهل اسپانیا است.
از باشگاه‌هایی که در آن بازی کرده‌است می‌توان به باشگاه فوتبال سابادل اشاره کرد.